# Acerno
Acerno község (comune) Olaszország Campania régiójában, Salerno megyében.

## Fekvése
A megye északkeleti részén fekszik. Határai: Bagnoli Irpino, Calabritto, Campagna, Giffoni Valle Piana, Montecorvino Rovella, Montella, Olevano sul Tusciano és Senerchia.

## Története
Acernót  a pun háborúk során elpusztított Picentia lakosai alapították. Első hivatalos említése okiratokban 1027-ből származik. A középkor során az Acernói Báróság központja, amely a Salernói Hercegségnek volt alárendelve. A 11. században püspöki székhely lett. Ezt a privilégiumát 1818-ban VII. Piusz pápa szüntette meg, aki a salernói püspökségbe olvasztotta. A település 1806-ban lett önálló, amikor a Nápolyi Királyságban felszámolták a feudalizmust.

## Népessége
A népesség számának alakulása:

## Főbb látnivalói
- longobárd vár (Castello)
- San Matteo-templom
- Madonna del Carmelo-templom ( 16. század)
- Madonna delle Grazie-szentély
- San Donato-templom